# Distyliopsis salicifolia
Distyliopsis salicifolia är en trollhasselart som först beskrevs av Hui Lin Li och Egbert Hamilton Walker, och fick sitt nu gällande namn av P.K. Endress. Distyliopsis salicifolia ingår i släktet Distyliopsis och familjen trollhasselfamiljen. Inga underarter finns listade i Catalogue of Life.